# Список серий Ergo Proxy
Ниже приведён список серий аниме-сериала Ergo Proxy. Ergo Proxy был спродюсирован компанией Manglobe, Inc. и режиссёром Сюко Мурасэ, при этом Дай Сато был главным сценаристом, Наоюки Онда отвечал за дизайн персонажей, а Ёсихиро Ики сочинял музыку. Он начал вещание в Японии 25 февраля 2006 года на канале WOWOW. Вступительная песня сериала — «Kiri» рок-группы Monoral, и впервые прозвучала в 3 серии. Завершающая тема — «Paranoid Android» английской альтернативной рок-группы Radiohead, первоначально выпущенной в 1997 году.
Аниме было лицензировано Geneon Entertainment в Северной Америке, компания до сих пор сохраняет её за собой, но все права на распространение, публикацию и продажи были переданы Funimation Entertainment. Ergo Proxy сначала был выпущен только на DVD в Северной Америке, но позже показан на канале Fuse, начиная с 9 июня 2007 года в 12:30 в Соединённых Штатах.
Из-за проблем с лицензированием, связанных с использованием песни группы Radiohead, при выпуске сериала Hulu в конце используется другая тема.

## Список серий
| №  | Название                                                                                            | Дата оригинального показа |
| -- | --------------------------------------------------------------------------------------------------- | ------------------------- |
| 1  | Пульс пробуждения/Пробуждение (はじまりの鼓動/Awakening)                                            | 25.02.2006                |
| 2  | Раскаяние достойного гражданина/Раскаяние (良き市民の告白/Confession)                               | 04.03.2006                |
| 3  | Прыжок в ничто/Город-лабиринт (無への跳躍/Mazecity)                                                 | 11.03.2006                |
| 4  | Знак будущего, ад будущего/Футу-риск (未来詠み、未来黄泉/Futu-Risk)                                 | 18.03.2006                |
| 5  | Воспоминания/Сумерки (召還/Tasogare)                                                                | 01.04.2006                |
| 6  | Возвращение домой/Возвращение в купол (帰還/Domecoming)                                             | 08.04.2006                |
| 7  | РИЭЛ124С41+ (リル124C41+/RE-L124C41+)                                                               | 15.04.2006                |
| 8  | Луч света/Пылающий знак (光線/Shining Sign)                                                         | 22.04.2006                |
| 9  | Осколки былой славы/Ангельская доля (輝きの破片/Angel's Share)                                      | 29.04.2006                |
| 10 | Существование/Цитотропизм (存在/Cytotropism)                                                        | 13.05.2006                |
| 11 | В белой тьме/Анамнез (白い闇の中/Anamnesis)                                                         | 20.05.2006                |
| 12 | Когда ты улыбаешься/Укрытие (君微笑めば/Hideout)                                                    | 27.05.2006                |
| 13 | Концептуальное заблуждение/Ложный путь домой (構想の死角/Wrong Way Home)                            | 03.06.2006                |
| 14 | Похожий на тебя/Офелия (貴方に似た誰か/Ophelia)                                                     | 10.06.2006                |
| 15 | Адская викторина/Кто хочет стать миллионером? ([生] 悪夢のクイズSHOW!/Who Wants to Be in Jeopardy!) | 17.06.2006                |
| 16 | Мёртвый штиль/Праздные дни (デッドカーム/Busy Doing Nothing)                                        | 24.06.2006                |
| 17 | Бесконечная битва/Терра инкогнита (終わらない戦い/Terra Incognita)                                  | 01.07.2006                |
| 18 | Осмотр места прибытия/Жизнь после бога (終着の調べ/Life After God)                                  | 08.07.2006                |
| 19 | Улыбка девочки/Вечная улыбка (少女スマイル/Eternal Smile)                                           | 15.07.2006                |
| 20 | Глаз в небе/Прощай, Винсент (虚空の聖眼/Goodbye, Vincent)                                           | 22.07.2006                |
| 21 | На краю времени/Планета шампуня (時果つる処/Shampoo Planet)                                         | 29.07.2006                |
| 22 | Узы/Билбул (桎梏/Bilbul)                                                                            | 05.08.2006                |
| 23 | Прокси/Бог из машины (代理人/Deus ex Machina)                                                       | 12.08.2006                |